# Trilema de Münchhausen
O Trilema de Münchhausen, também conhecido como Trilema de Agripa (referência ao cético grego de mesmo nome), é um termo usado pela filosofia para ressaltar a alegada impossibilidade de se provar qualquer verdade garantida mesmo nos campos da lógica e matemática.  É o nome de um argumento da teoria do conhecimento que remonta ao filósofo Hans Albert e, mais tradicionalmente, segundo Diógenes Laércio, a Agripa o Cético.
O termo é uma ironia dirigida ao Barão de Münchhausen, que supostamente escapou de um pântano em que se encontrava atolado ao puxar seu próprio cabelo.
Trata-se de um trilema porque apresenta um impasse diante de três alternativas, nenhuma das quais é considerada aceitável para a meta de demonstrar fundamento filosófico para uma teoria:
- regressão infinita
- escolha arbitrária
- petição de princípio ou argumento de autoridade